# Eurobowl XXII
Der Eurobowl XXII war das Endspiel der 22. Saison der European Football League. Am 5. Juli 2008 standen sich die Raiffeisen Vikings Vienna und die Swarco Raiders Tirol gegenüber. Es war das erste rein österreichische Endspiel des höchsten europäischen Klubwettbewerbs. Das Spiel verfolgten 5.600 Zuschauer im Innsbrucker Tivoli Stadion. Die Raiders konnten das Spiel mit 28 zu 24 gewinnen. Zum wertvollsten Spieler (MVP) wurde der österreichische Runningback Florian Grein gewählt, der mit zwei Touchdowns und 104, sowohl im Lauf-, als auch im Passspiel, errungenen Yards für den Sieg der Raiders entscheidende Akzente setzen konnte. Hauptschiedsrichter war Olivier Valongo aus Frankreich.

## Spielverlauf

### 1. Viertel
Die Vikings Offense startete sehr effektiv mit dem ersten Drive, der mit drei Spielzügen in 34 Sekunden mit einem Pass von Mike Salerno auf Daniel Kovacs zu einem 37-Yard-Touchdown erfolgreich beendet wurde. Danach überbrückte die Raiders-Offense weitaus schwieriger das Feld. Von vielen Strafen geprägt schloss Florian Grein mit einem gefangenen 12-Yard-Pass von Marko Glavic den Drive nach 4 Minuten und 44 Sekunden erfolgreich mit einem Touchdown ab. Robert Balazinec konnte den Extrapunkt aber nicht verwerten, womit die Vienna Vikings in Führung blieben. Noch vor Ende des ersten Viertels konnte dann Vikings Runningback Clinton Graham mit einem 4-Yard Touchdown-Lauf den Vorsprung der Vikings auf acht Punkte ausbauen.

### 2. Viertel
Zu Beginn des zweiten Viertels konnte die Raiders-Defense die Vikings vor einem weiteren Besuch in der Endzone stoppen. Peter Kramberger punktete allerdings trotzdem mit einem Field Goal aus 28 Yards Entfernung. Andreas Pröller, ein Wide Receiver der Raiders, konnte danach durch einen 13-Yard Pass von Marko Glavic kurzzeitig auf 7:14 verkürzen, da auch der Marko Glavic Two-Point Conversion-Laufversuch glückte.
Doch im nächsten Spielzug punktet erneut Clinton Graham mit einem 4-Yard Lauf zum 14:24-Pausenstand.

### 3. Viertel
Im dritten Viertel empfangen die Raiders beim Kickoff den Ball und konnten diesen dann von der 39-Yardline in acht Spielzügen über 61 Yards und 3 Minuten 29 Sekunden in die Endzone tragen. Marko Glavic verwandelte schlussendlich diesen Touchdown mit einem 1-Yard-Lauf. Danach stoppte die Raiders-Defense die Vikings, womit im anschließenden Drive Florian Grein mit einem 4-Yard Touchdown-Lauf die Raiders mit 28:24 das erste Mal in Führung brachte.

### 4. Viertel
Schon das Ende des dritten und auch das gesamte vierte Viertel wurden geprägt durch starke Defense-Leistungen, womit beide Teams laufend Turnovers on Downs verursachten. 3:33 Minuten vor Spielende warf Vikings Quarterback Philip Jobstmann einen inkompletten Pass, womit die Raiders wieder in Ballbesitz kamen. Die Raiders konnten noch ein First Down erzielen, was zum Auslaufen der Uhr und zum Spielgewinn reichte. Der letztliche Erfolg der Raiders lag vor allem daran, dass deren Defense in der zweiten Spielhälfte keinen weiteren Punkt der Wiener Offense mehr zuließ.
Somit konnten die Raiders aus Innsbruck ihren ersten Eurobowl-Titel gewinnen, den die Vikings zuvor viermal in Serie nach Wien holen konnten.

## Scoreboard
| Eurobowl XXII – Innsbruck (5.600 Zuschauer) | Eurobowl XXII – Innsbruck (5.600 Zuschauer) | Eurobowl XXII – Innsbruck (5.600 Zuschauer) | Eurobowl XXII – Innsbruck (5.600 Zuschauer)                 | Eurobowl XXII – Innsbruck (5.600 Zuschauer)                 | Eurobowl XXII – Innsbruck (5.600 Zuschauer)                 | Eurobowl XXII – Innsbruck (5.600 Zuschauer)                 |
| ------------------------------------------- | ------------------------------------------- | ------------------------------------------- | ----------------------------------------------------------- | ----------------------------------------------------------- | ----------------------------------------------------------- | ----------------------------------------------------------- |
| Team                                        | Team                                        | Punkte                                      | Q1                                                          | Q2                                                          | Q3                                                          | Q4                                                          |
| Swarco Raiders Tirol                        | Swarco Raiders Tirol                        | 28                                          | 6                                                           | 10                                                          | 0                                                           | 0                                                           |
| Raiffeisen Vikings Vienna                   | Raiffeisen Vikings Vienna                   | 24                                          | 6                                                           | 8                                                           | 14                                                          | 0                                                           |
| Raiders                                     | Vikings                                     | Spieler                                     | Spielzug                                                    | Spielzug                                                    | Spielzug                                                    | Spielzug                                                    |
| 0                                           | 7                                           | Daniel Kovacs                               | 37-Yard Pass von Mike Salerno (PAT Peter Kramberger)        | 37-Yard Pass von Mike Salerno (PAT Peter Kramberger)        | 37-Yard Pass von Mike Salerno (PAT Peter Kramberger)        | 37-Yard Pass von Mike Salerno (PAT Peter Kramberger)        |
| 6                                           | 7                                           | Florian Grein                               | 12-Yard Pass von Marko Glavic (PAT Robert Balazinec failed) | 12-Yard Pass von Marko Glavic (PAT Robert Balazinec failed) | 12-Yard Pass von Marko Glavic (PAT Robert Balazinec failed) | 12-Yard Pass von Marko Glavic (PAT Robert Balazinec failed) |
| 6                                           | 14                                          | Clinton Graham                              | 4-Yard Lauf (PAT Peter Kramberger)                          | 4-Yard Lauf (PAT Peter Kramberger)                          | 4-Yard Lauf (PAT Peter Kramberger)                          | 4-Yard Lauf (PAT Peter Kramberger)                          |
| 6                                           | 17                                          | Peter Kramberger                            | 28-Yard Field Goal                                          | 28-Yard Field Goal                                          | 28-Yard Field Goal                                          | 28-Yard Field Goal                                          |
| 14                                          | 17                                          | Andreas Pröller                             | 13-Yard Pass von Marko Glavic (TPC Marko Glavic)            | 13-Yard Pass von Marko Glavic (TPC Marko Glavic)            | 13-Yard Pass von Marko Glavic (TPC Marko Glavic)            | 13-Yard Pass von Marko Glavic (TPC Marko Glavic)            |
| 14                                          | 24                                          | Clinton Graham                              | 6-Yard Lauf (PAT Peter Kramberger)                          | 6-Yard Lauf (PAT Peter Kramberger)                          | 6-Yard Lauf (PAT Peter Kramberger)                          | 6-Yard Lauf (PAT Peter Kramberger)                          |
| 21                                          | 24                                          | Marko Glavic                                | 5-Yard Lauf (PAT Robert Balazinec)                          | 5-Yard Lauf (PAT Robert Balazinec)                          | 5-Yard Lauf (PAT Robert Balazinec)                          | 5-Yard Lauf (PAT Robert Balazinec)                          |
| 28                                          | 24                                          | Florian Grein                               | 4-Yard Lauf (PAT Robert Balazinec)                          | 4-Yard Lauf (PAT Robert Balazinec)                          | 4-Yard Lauf (PAT Robert Balazinec)                          | 4-Yard Lauf (PAT Robert Balazinec)                          |